# Litiumperklorat
Litiumperklorat är ett salt av litium och perklorsyra och har formeln LiClO4.

## Egenskaper
Litiumperklorat sönderfaller vid 430 °C till litiumklorid (LiCl) och syrgas.
{\displaystyle {\rm {LiClO_{4}\ {\xrightarrow {heat}}\ LiCl+2\ O_{2}}}}
Litiumperklorat har det högsta syreinnehållet av alla perklorater (60 % av dess massa). Det är också mycket lättlösligt i både vatten och organiska lösningamedel (alkoholer, aceton, eter, etc)

## Framställning
Litiumperklorat kan framställas genom att blanda natriumperklorat (NaClO4) och litiumklorid (LiCl).
{\displaystyle {\rm {NaClO_{4}+LiCl\rightarrow LiClO_{4}+NaCl}}}

## Användning
Litiumperklorat används både som oxidationsmedel i raketmotorer och för att lagra och utsöndra syre i ubåtar och flygplan.